# Generation Star Wars
Generation Star Wars – drugi album Aleca Empire, wydany przez label Mille Plateaux w 1994 roku. Wydaniu płyty towarzyszyło zamieszanie spowodowane jej oprawą graficzną; oryginalny projekt okładki przedstawiał szturmowca z serii Gwiezdne wojny, ze swastyką na hełmie. Ponieważ w Niemczech, gdzie działała wytwórnia Mille Plateaux i skąd pochodzi Alec Empire, użycie swastyki, niezależnie od kontekstu, jest prawnie zakazane, okładkę zmieniono. Nowa wersja przedstawiała lecący myśliwiec X-wing znany z tej samej serii filmowej. Okładka reedycji płyty z 2000 roku nakładem Geist Records zawierała tylko srebrny tekst na czarnym tle.
Utwór "N.Y.-Summer II" nie pojawia się na wydaniu CD, pomimo iż widnieje na liście utworów - utwór faktycznie został wydany jedynie na wydaniu winylowym.

## Spis utworów
1. "Lash the 90ties" – 10:33
2. "Stahl & Blausäure" – 4:49
3. "13465" – 4:09
4. "Maschinenvolk" – 7:38
5. "Sonyprostitutes" – 5:38
6. "Blutrote Nacht Über Berlin" – 6:59
7. "Pussy Heroin" – 6:24
8. "New Acid" – 6:25
9. "Smack" – 4:56
10. "N.Y.-Summer I" – 1:24
11. "Konsumfreiheit" - 4:36
12. "N.Y.-Summer II" (tylko wydanie winylowe)
13. "Microchipkinder" – 5:13
14. "Sieg Über die Mayday-HJ" – 5:13